# 寒別駅

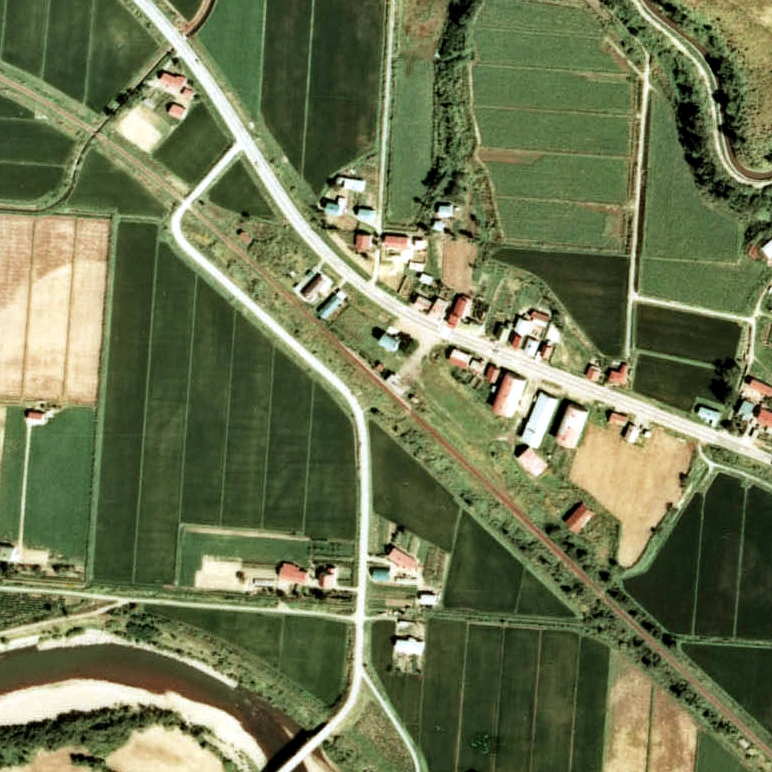
1976年の寒別駅と周囲約500m範囲。左上が倶知安方面。

寒別駅（かんべつえき）は、北海道（後志支庁）虻田郡倶知安町字寒別にかつて設置されていた、日本国有鉄道（国鉄）胆振線の駅（廃駅）である。電報略号はカン。事務管理コードは▲131914。

## 歴史
- 1919年（大正8年）11月15日 - 国有鉄道京極軽便線倶知安駅 - 京極駅間の開通に伴い、開業。一般駅[1]。
- 1922年（大正11年）9月2日 - 路線名を京極線に改称し、それに伴い同線の駅となる。
- 1944年（昭和19年）7月1日 - 京極線に戦時買収により国有化された胆振縦貫鉄道を編入し、胆振線に改称[1]。それに伴い同線の駅となる。
- 1961年（昭和36年）4月1日 - 業務委託化。
- 1971年（昭和46年）10月1日 - 貨物の取り扱いを廃止[1]。
- 1980年（昭和55年）5月15日 - 荷物の取り扱いを廃止[1]。同時に無人駅化[4]（簡易委託化）。
- 1986年（昭和61年）11月1日 - 胆振線の全線廃止に伴い、廃駅となる[2]。

### 駅名の由来
所在地名より。現在のヌプリ寒別川のアイヌ語名「ヌプリカウンペッ（nupuri-ka-un-pet）」（山・の上・に入っていく・川）に因み、その後半部を採って字をあてたものである。

## 駅構造
廃止時点で、単式ホーム1面1線を有する地上駅であった。ホームは、線路の北東側（倶知安方面に向かって右手側）に存在した。転轍機を持たない棒線駅となっていた。かつては相対式ホーム2面2線を有する、列車交換可能な交換駅であった。使われなくなった1線は交換設備運用廃止後に線路、ホーム共に撤去されていた。
無人駅となっていたが、有人駅時代の駅舎が残っていた。駅舎は構内の北東側に位置し、ホーム東側に接していた。

## 利用状況
- 1981年度（昭和56年度）の1日当たりの乗降客数は26人[8]。

## 駅周辺
- 国道276号（尻別国道）[9]
- 尻別川[9]
- 羊蹄山（蝦夷富士） - 駅の南西[9]。

## 駅跡
2001年（平成13年）時点ではホームが残存し、線路跡はビート畑となっていた、2010年（平成22年）時点、2011年（平成23年）時点でも同様であった。

## 隣の駅
日本国有鉄道
胆振線
北岡駅 - 寒別駅 - 参郷駅